# Trígono habenular
El trígono habenular es un área triangular pequeña deprimida  situada (las fuentes difieren) anterior /superioral colículo superior. Contiene los núcleos habenulares. 

## Anatomía
El trígono habenular está situado en la cara lateral de la parte posterior de la tenia del tálamo. 